# Regression
Regression és una pel·lícula hispano-canadenca-estatunidenca de thriller i terror psicològic estrenada el 2 d'octubre del 2015. Va ser escrita i dirigida per Alejandro Amenábar i és protagonitzada per Ethan Hawke, Emma Watson i David Thewlis. Ha estat subtitulada al català.

## Sinopsi
En un petit poble de Minnesota, l'any 1990, un home és acusat d'haver abusat de la seva filla. Quan el pare reconeix el delicte, el psicòleg Dr. Raines l'ajuda a reviure els seus records en els quals inculpa a algú més. La jove Angela, de tan sols 17 anys, té un secret ocult, mentre que el detectiu que investiga el cas va connectant els records del pare, l'àvia, i el germà d'Angela per a així poder resoldre el misteri.

## Elenc
- Ethan Hawke - Detectiu Bruce Kenner
- Emma Watson - Angela Gray
- David Dencik - John Gray
- Devon Bostick - Roy Gray
- Aaron Ashmore - George Nesbitt
- David Thewlis - Professor Kenneth Raines
- Dale Dickey - Rose Gray
- Adam Butcher - Brody

## Producció
El 31 d'octubre de 2013 es va anunciar que Ethan Hawke protagonitzaria una pel·lícula anomenada Regressió i que Alejandro Amenábar seria el guionista, mentre que FilmNation Entertainment tindria els drets internacionals.
El 6 de novembre de 2013, The Weinstein Company va adquirir els drets de distribució de la pel·lícula per als Estats Units. El 22 de novembre de 2013, Weinstein va anunciar que l'estrena de la pel·lícula seria el 28 d'agost de 2015 als Estats Units. El 5 de febrer de 2014, Emma Watson també es va unir al repartiment. El 25 de març de 2014, David Dencik es va unir al ventall de la pel·lícula, per a interpretar a un home que és arrestat per abusar sexualment de la seva filla. El 23 de maig de 2014, Devon Bostick fou agregat a l'elenc.

## Filmació
El rodatge es va realitzar íntegrament a Toronto (Canadà) i va començar el 15 d'abril de 2014, que coincidia amb el vint-i-quatrè aniversari d'Emma Watson.
En el repartiment van coincidir Emma Watson i David Thewlis, els qui havien treballat junts en les pel·lícules de la saga Harry Potter entre 2004 i 2011, interpretant a Hermione Granger I Remus Llobin respectivament.

## Publicitat
El 10 de juny de 2014, TWC-Dimension va revelar una primera foto de la pel·lícula.

## Estrena
La pel·lícula es va presentar en la 63a edició del Festival Internacional de Cinema de Sant Sebastià el 18 de setembre de 2015. A Espanya l'estrena comercial va ser el 2 d'octubre de 2015.